# ایان گودوین
ایان گودوین (انگلیسی: Ian Goodwin؛ زادهٔ ۱۴ نوامبر ۱۹۵۰) بازیکن فوتبال اهل بریتانیا است.
از باشگاه‌هایی که در آن بازی کرده‌است می‌توان به باشگاه فوتبال نانیتون تاون اشاره کرد.